# Anthony Colin
Pour l’article homonyme, voir Colin.

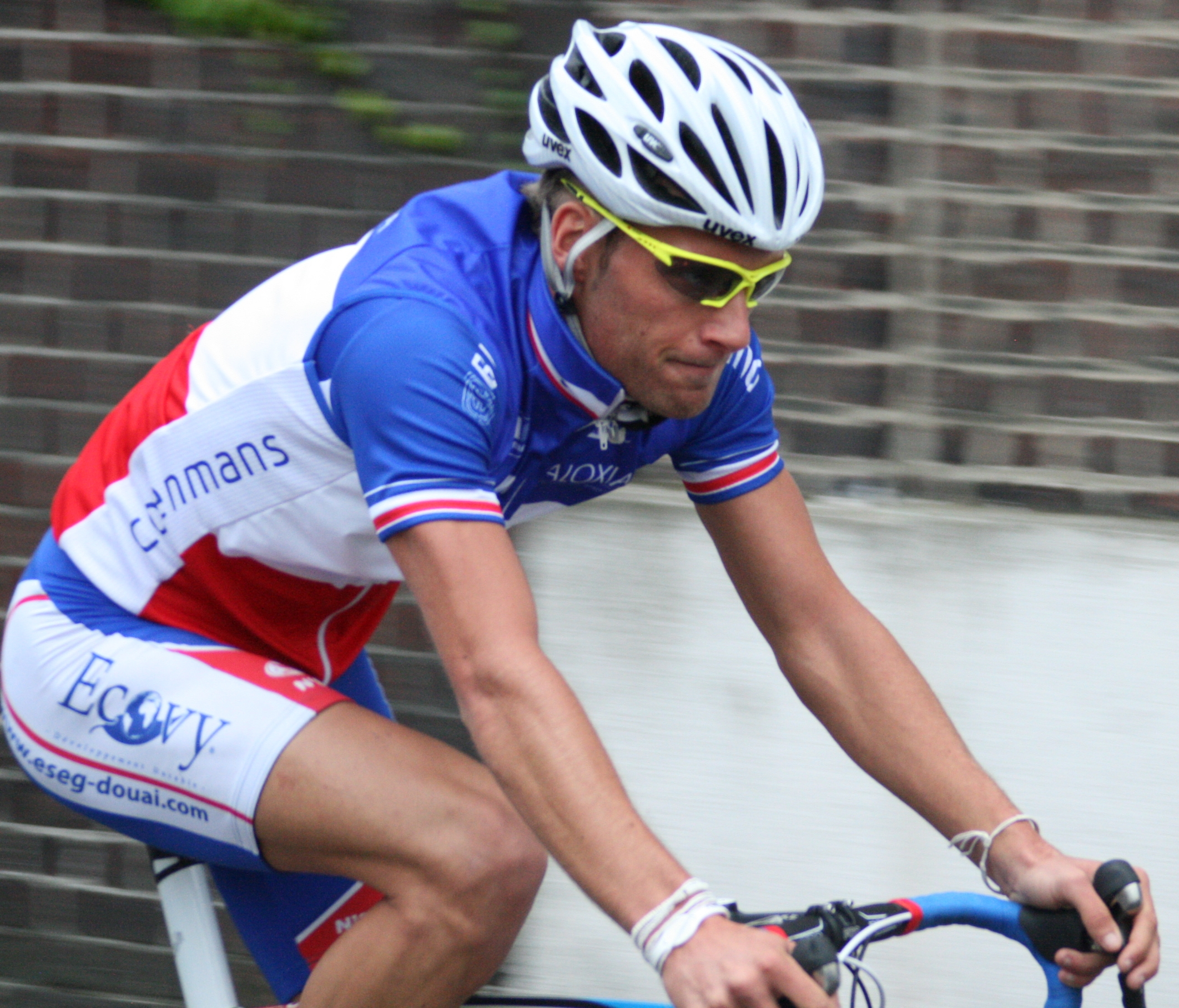
Anthony Colin lors du Guidon d'or hellemmois 2010, vêtu du maillot de champion de France amateur

Anthony Colin, né le 22 mars 1985 à Lille, est un coureur cycliste français. Ancien professionnel au sein de l'équipe continentale Roubaix Lille Métropole, il est aussi membre de l'EC Raismes Petite-Forêt et de l'ESEG Douai au cours de sa carrière.

## Biographie
Anthony Colin fait ses débuts de coureur cycliste au sein du club nordiste de la Roue d'Or Cominoise sous la houlette d'André Parent le président et entraineur de l'époque. Il intègre par la suite la section sport-étude Maxence Van Der Meersch à Roubaix où il poursuit son apprentissage cycliste et passe un bac professionnel.
Il intègre l'ESEG Douai et se fait remarquer assez jeune quand il devient le premier vainqueur de Paris-Roubaix juniors en 2003. Par la suite il glane d'autres succès comme le Circuit du Pévèle en 2006.
Il commence sa carrière professionnelle en 2007 lors de la création de l'Équipe continentale Roubaix Lille Métropole,. En juillet, il manque un contrôle antidopage à l'issue d'une kermesse en Belgique. La commission disciplinaire de la Communauté flamande prononce à son encontre une suspension de deux ans, tandis que la Fédération française de cyclisme le suspend huit mois.
Licencié par la formation Roubaix Lille Métropole à la suite de cette mésaventure, il redevient coureur amateur en 2008 au sein de l'ESEG Douai. Il remporte le championnat de France amateur sous les couleurs du comité Nord-Pas-de-Calais en 2010. Il gagne aussi trois fois le championnat du Nord-Pas-de-Calais consécutivement en 2008, 2009 et 2010. Désireux d'obtenir une seconde chance chez les professionnels, il ne néglige pas les courses de l'UCI Europe Tour quand son programme lui permet d'en disputer et signe quelques accessits de bonne facture au Grand Prix des Marbriers et à la Ronde de l'Oise qu'il boucle à la quatrième place en 2009 ainsi qu'à la Ronde pévéloise de Pont-à-Marcq où il termine cinquième en 2010.
L'équipe Roubaix Lille Métropole le recrute à nouveau en 2011,. Il gagne le classement des grimpeurs lors des Quatre Jours de Dunkerque en mai. Il obtient, au mois de juillet, sa première victoire sur une course internationale répertoriée dans le calendrier de l'UCI Europe Tour en tant que coureur professionnel. Il s'impose, en effet, lors du Grand Prix de la ville de Pérenchies et devance à cette occasion Romain Delalot ainsi que son coéquipier roubaisien Morgan Kneisky.
En 2012, il est onzième de la Classic Loire-Atlantique, du Grand Prix des Marbriers à Bellignies et de la première étape de la Ronde de l'Oise. Il fait le choix de quitter sa formation à la fin de l'année 2012 pour retourner courir chez les amateurs et signe une licence avec l'EC Raismes Petite-Forêt.
En 2013, il finit second du championnat du Nord-Pas-de-Calais ainsi que du Grand Prix de Ham dans la Somme et monte sur la troisième marche du podium lors d'une étape du Circuit des plages vendéennes. Il obtient également différentes places d'honneur sur des courses de sa région comme les Boucles du Canton de Picquigny et le Prix de la ville de Bavay où il se classe septième. Le natif de Lille continue de participer à quelques courses inscrites au calendrier de l'UCI Europe Tour dont la Boucle de l'Artois qu'il termine à la trente-deuxième place après s'être classé quatrième de la troisième étape et Paris-Troyes où il se classe vingt-huitième du classement final.

## Palmarès
- 2003
  - Pavé de Roubaix
- 2006
  - Circuit du Pévèle
- 2008
  - Champion du Nord-Pas-de-Calais
  - Grand Prix de Tourteron
  - 3e du Grand Prix de Gamaches
  - 3e du Grand Prix de Gernelle
  - 3e des Boucles de l'Austreberthe
- 2009
  - Champion du Nord-Pas-de-Calais
  - Prix de Seynod Branchy
  - 2e du championnat de Nord-Pas-de-Calais et Picardie
  - 2e du Grand Prix des Hauts-de-France
  - 3e de la Classique Champagne-Ardenne
- 2010
  -  Champion de France sur route amateurs
  - Champion du Nord-Pas-de-Calais
  - Grand Prix des Hauts-de-France
  - Critérium des Remparts à Boulogne-sur-Mer
  - 2e du Souvenir Sylvain-Eudeline
  - 3e de l'Omloop van de Grensstreek
- 2011
  - Grand Prix de la ville de Pérenchies
  - 3e du Trophée des champions
- 2013
  - 2e du championnat du Nord-Pas-de-Calais
  - 2e du Grand Prix de Ham

## Classements mondiaux
| Année           | 2005  | 2006  | 2007 | 2008 | 2009 | 2010 | 2011 | 2012  |
| --------------- | ----- | ----- | ---- | ---- | ---- | ---- | ---- | ----- |
| UCI Europe Tour | 1213e | 1248e |      |      | 563e | 570e | 352e | 1124e |